# Gregorius van Akner
Gregorius van Akner ook bekend onder de namen: Grigor Aknertsi of Grigor Akants (Armeens: Գրիգոր Ակներատսի) 
(ca. 1250 - ca. 1335) was een 13e-eeuwse historicus, kroniekschrijver en monnik. Hij verhuisde vanuit Oost-Armenië naar Cilicisch-Armenië rond 1265 om als monnik in te treden in het Klooster van Akner. Akner is het meest bekend van zijn befaamde kroniek De Geschiedenis van het land van de boogschutters. Het werk is een relevante historische bron over de Mongoolse invasie van het nabije oosten en de Mongoolse overheersing van Armenië.
Het is het enige werk van de Armeense literatuur waarvan het originele manuscript tot op de dag van vandaag bewaard is gebleven en werd in het Engels vertaald door Robert Blake en Richard Frye in 1949 en hertaald door Robert Bedrosian in 2003.

## Werken
- De geschiedenis van de land van de boogschutters